# Валенсийские фуэрос

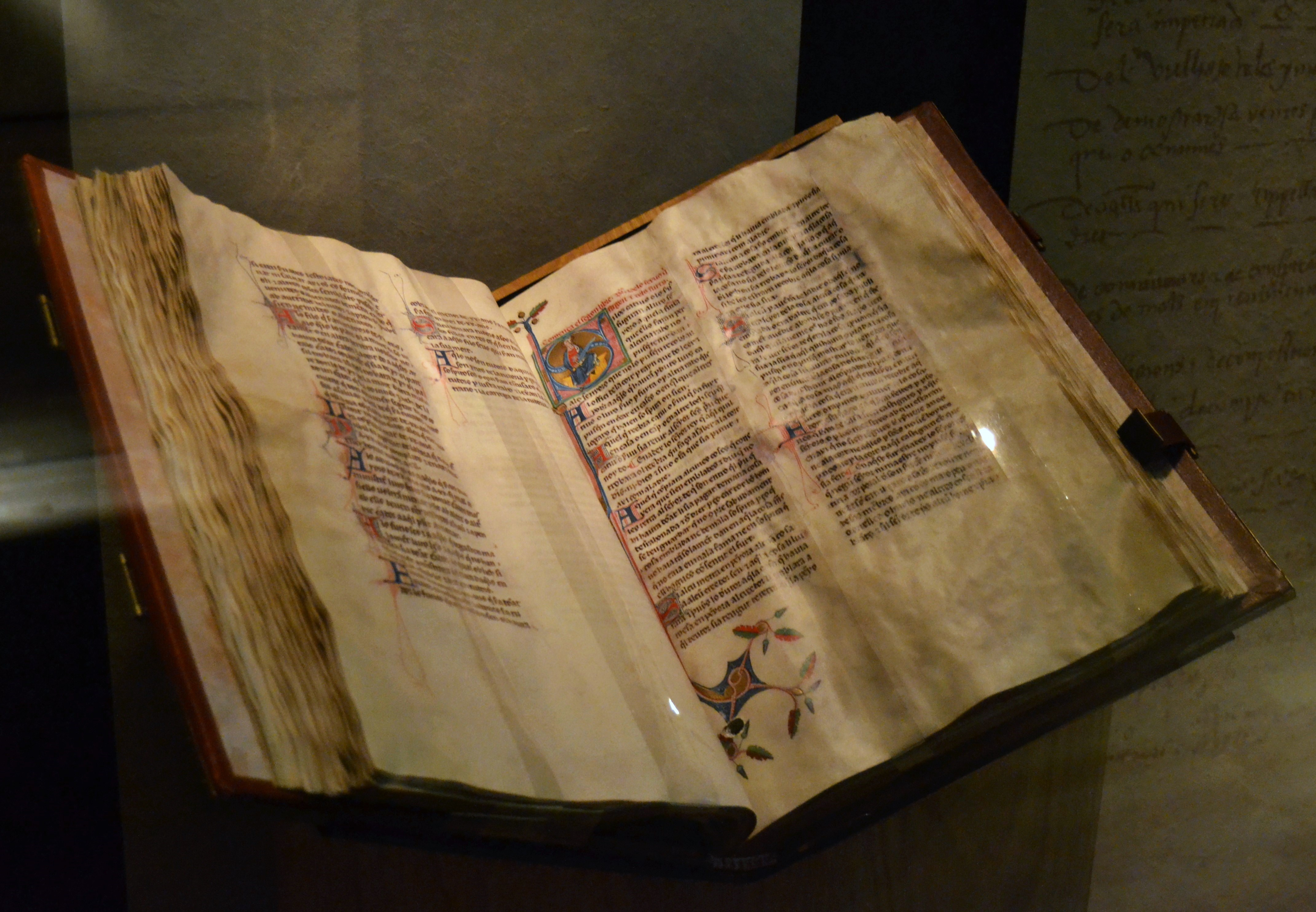
Кодекс валенсийских фуэрос 1329 года, хранящийся во дворце Сервеллон.

Валенсийские фуэрос (кат. Furs de València, исп. Fueros de Valencia) — законы, которые действовали в королевстве Валенсия с 1261 года, когда их установил король Хайме I, по 1707 год, когда по декретам Нуэва-Планта королевство Валенсия было упразднено. Фуэрос были аналогом современных конституций нынешних государств. Они определяли границы королевства, права короля, дворян, церкви, устанавливали судебную систему.
Некоторое время зависели от воли обнародовавшего их короля, который, следовательно, мог их и отменить. Поэтому, согласно требованию городов, король должен был присягнуть этим законам. Впервые это произошло 7 апреля 1261 года, когда Хайме I принёс присягу законам Валенсии. Четыре дня спустя он провозгласил привилегию новому королевству, согласно которой все преемники монарха также должны были принести присягу в Валенсии до окончания месяца его правления.
Подчинение короля фуэросам привело к созданию Королевства Валенсия как суверенного государства. Текст хартий сохранился в реестре, составленном писцом Боронатом де Пенья.